# انجمن ماهی‌شناسان و خزنده‌شناسان آمریکا
انجمن آمریکایی ماهی‌شناسان و خزنده‌شناسان (به انگلیسی: American Society of Ichthyologists and Herpetologists) یک انجمن علمی بین‌المللی است که به مطالعات علمی ماهی‌شناسی (مطالعه ماهی) و خزنده‌شناسی (مطالعه خزندگان و دوزیستان) اختصاص دارد. تأکید اولیه جامعه افزایش دانش دربارهٔ این جانداران، انتقال آن دانش از طریق انتشارات، کنفرانس‌ها و روش‌های دیگر و تشویق و حمایت از دانشمندان جوانی است که در آینده به پیشرفت‌هایی در این زمینه‌ها دست خواهند یافت. برنامه‌های انجمن ماهی‌شناسان و خزنده‌شناسان آمریکا بخشی از تلاش جهانی برای تفسیر، درک و حفظ تنوع طبیعی زمین و کمک به استفاده خردمندانه از منابع طبیعی به نفع درازمدت نوع بشر است.